# 부간다
부간다(Buganda)는 우간다 내의 반투 왕국이다. 바간다 왕국인 부간다는 오늘날 동아프리카의 전통 왕국들 중 가장 크며 우간다의 수도 캄팔라를 포함하여 부간다의 중심 지역을 구성한다.
1200만 바간다인이 가장 큰 우간다 지역을 이루며 우간다의 인구 중 약 26.6%를 대표한다.

부간다의 기

## 행정 구역
1. 부이퀘구
2. 부코만심비구
3. 부탐발라구
4. 부부마구
5. 곰바구
6. 칼랑갈라구
7. 칼룽구구
8. 캄팔라구
9. 카산다구
10. 카융가구
11. 키보가구
12. 키안콴지구
13. 쿄테라구
14. 루웨로구
15. 르웽고구
16. 리안톤데구
17. 마사카구
18. 미티아나구
19. 음피기구
20. 무벤데구
21. 무코노구
22. 나카세케구
23. 나카송골라구
24. 라카이구
25. 셈바불구
26. 와키소구

## 같이 보기
- 무테사 2세